# Titularbistum Attalea in Pamphylia
Attalea in Pamphylia (ital.: Attalea di Pamfilia) ist ein Titularbistum der römisch-katholischen Kirche. 
Es geht zurück auf ein früheres Bistum der antiken Stadt Attaleia (heute Antalya) in der kleinasiatischen Landschaft Pamphylien im Südwesten der heutigen Türkei. Das Bistum gehörte der Kirchenprovinz Perge an.
| Titularbischöfe von Attalea in Pamphylia |                                                       |                                                                      |                   |                   |
| Nr.                                      | Name                                                  | Amt                                                                  | von               | bis               |
| 1                                        | Jean-Baptiste Boucho MEP                              | Apostolischer Vikar von Malakka-Singapur (Straits Settlements)       | 10. Juni 1845     | 6. März 1871      |
| 2                                        | Petrus Maria Vrancken Titularerzbischof pro hac vice  | emeritierter Apostolischer Vikar von Batavia (Niederländisch-Indien) | 16. Juni 1874     | 17. August 1879   |
| 3                                        | Giovanni Kupelian Titularerzbischof pro hac vice      |                                                                      | 26. August 1881   | 27. Dezember 1900 |
| 4                                        | Franciszek Albin Symon Titularerzbischof pro hac vice | emeritierter Bischof von Płock (Polen)                               | 15. April 1901    | 26. Mai 1918      |
| 5                                        | Willibrord Benzler OSB Titularerzbischof pro hac vice | emeritierter Bischof von Metz (Frankreich)                           | 31. Juli 1919     | 16. April 1921    |
| 6                                        | Antonio Lega                                          | Koadjutorerzbischof von Ravenna (Italien)                            | 13. Juni 1921     | 18. Dezember 1921 |
| 7                                        | Patrick Joseph O’Donnell                              | Koadjutorerzbischof von Armagh (Nordirland)                          | 14. Januar 1922   | 19. November 1924 |
| 8                                        | Pedro Ladislao González y Estrada                     | emeritierter Bischof von San Cristóbal de la Habana (Kuba)           | 3. Januar 1925    | 22. April 1937    |
| 9                                        | Rafael Ignacio Arias Blanco                           | Weihbischof in Cumaná (Venezuela)                                    | 21. Juni 1937     | 12. November 1939 |
| 10                                       | Dominic Luke Capozi OFM                               | Apostolischer Vikar von Taiyüanfu (China)                            | 12. Januar 1940   | 11. April 1946    |
| 11                                       | Jean Batiot CSSp                                      | Apostolischer Vikar von Majunga (Madagaskar)                         | 13. Februar 1947  | 31. August 1953   |
| 12                                       | Michael Wasaburo Urakawa                              | emeritierter Bischof von Sendai (Japan)                              | 26. November 1953 | 24. November 1955 |
| 13                                       | George Hamilton Pearce SM                             | Apostolischer Vikar der Schifferinseln (Samoa)                       | 29. Februar 1956  | 21. Juni 1966     |